# Берија де Жос (Олт)
Берија де Жос (рум. Beria de Jos) насеље је у Румунији у округу Олт у општини Опорелу. Oпштина се налази на надморској висини од 200 m.

## Становништво
Према подацима из 2002. године у насељу је живело 301 становника, од којих су сви румунске националности.